# Оберайх
Оберайх (нім. Oberaich) — поселення в комуні Брук-ан-дер-Мур в Австрії, у федеральній землі Штирія. 
Входить до складу округу Брук-Мюрццушлаг.  Населення становить 3,189 осіб (станом на 31 грудня 2013 року). Займає площу 47 км².